# Eparquía de Menia
La eparquía de Menia o de Hermópolis Mayor (en latín: Eparchia Hermopolitana y en árabe: ابرشية المنيا‎) es una circunscripción eclesiástica de la Iglesia católica en Egipto. Se trata de una eparquía copta, sufragánea del patriarcado de Alejandría de los coptos católicos. Desde el 3 de noviembre de 2020 su eparca es Basilios Fawzy Al-Dabe.

## Territorio y organización
La eparquía extiende su jurisdicción sobre los fieles católicos de rito alejandrino copto residentes en la parte norte de la gobernación de Menia (desde la aldea de Mansafis), comprendiendo los centros de: Al-'Idwah, Al-Minyā, Banī Mazār, Madīnat al-Minyā al-Jadīdah, Maghāghah, Malawiṭ Gharb, Maṭāy y Samālūṭ. Su jurisdicción inicial fue entre el golfo de Suez y el desierto Líbico, y entre los paralelos 30° N y el que pasa inmediatamente al sur de Saqiyat Moussa (aprox. 27.52° N).
La sede de la eparquía se encuentra en la ciudad de Menia, en donde se halla la Catedral de Cristo Rey.
En 2023 en la eparquía existían 30 parroquias.

## Historia
La diócesis copta ortodoxa de Hermópolis Mayor fue trasladada a Menia en el siglo XIV, en donde todavía existe.
La eparquía fue erigida el 26 de noviembre de 1895 mediante la bula Christi Domini del papa León XIII, en ocasión de la institución del patriarcado de Alejandría de los coptos católicos.

Dioecesis Hermopolitana in Aegyptum mediam profertur. Ad septentrionem finitima est dioecesi patriarchali; ad orientem attingit sinum Heropoliticum; ad meridiem, continetur circulo fere medio inter gradus vigesimum septimum et vigesimum octavum latitudinis borealis, ubi scilicet locus iacet Sacci-t-moussé [Saqiyat Moussa] ad Nilum flumen, qui pariter locus in ditione esto eiusdem dioecesis; ad occidentem habet desertum Libycum.

El 15 de julio de 1949 mediante el decreto Libenter Romanus de la Congregación para las Iglesias Orientales se transfirió la gobernación de Guiza (según los límites reducidos que tenía entonces) de la eparquía de Menia a la eparquía de Alejandría.
El 1 de noviembre de 1988 transfirió a la eparquía de Alejandría de los coptos las gobernaciones de Guiza, Beni Suef y Fayún, y el 16 de mayo de 1990 recibió parte de la eparquía de Asiut para ajustarlas a los límites civiles, de manera que su territorio comprendía toda la gobernación de Menia de acuerdo a los límites que tenía hasta 2014. 
El 7 de enero de 2020 su territorio fue reducido para la erección de la eparquía de Abu Qurqas.

## Estadísticas
Según el Anuario Pontificio 2024 la eparquía tenía a fines de 2023 un total de 55 200 fieles bautizados.
| Año                                                                             | Población            | Población | Población      | Sacerdotes | Sacerdotes    | Sacerdotes    | Bautizados por sacerdote | Diáconos permanentes | Religiosos | Religiosos | Parroquias |
| Año                                                                             | Bautizados católicos | Total     | % de católicos | Total      | Clero secular | Clero regular | Bautizados por sacerdote | Diáconos permanentes | Varones    | Mujeres    | Parroquias |
| ------------------------------------------------------------------------------- | -------------------- | --------- | -------------- | ---------- | ------------- | ------------- | ------------------------ | -------------------- | ---------- | ---------- | ---------- |
| 1949                                                                            | 11 491               | 2 777 024 | 0.4            | 18         | 13            | 5             | 638                      |                      |            |            | 20         |
| 1969                                                                            | 14 000               | 5 219 194 | 0.3            | 25         | 19            | 6             | 560                      |                      | 10         | 66         | 19         |
| 1980                                                                            | 19 541               | ?         | ?              | 37         | 28            | 9             | 528                      |                      | 10         | 71         | 28         |
| 1990                                                                            | 20 503               | ?         | ?              | 35         | 31            | 4             | 585                      |                      | 5          | 15         | 21         |
| 1999                                                                            | 38 835               | ?         | ?              | 37         | 36            | 1             | 1049                     |                      | 1          | 12         | 26         |
| 2000                                                                            | 39 504               | ?         | ?              | 34         | 33            | 1             | 1161                     |                      | 1          | 13         | 26         |
| 2001                                                                            | 10 068               | ?         | ?              | 39         | 38            | 1             | 258                      |                      | 1          | 15         | 26         |
| 2002                                                                            | 40 230               | ?         | ?              | 41         | 40            | 1             | 981                      |                      | 2          | 9          | 26         |
| 2003                                                                            | 40 530               | ?         | ?              | 42         | 41            | 1             | 965                      |                      | 2          | 9          | 26         |
| 2016                                                                            | 52 037               | ?         | ?              | 70         | 66            | 4             | 743                      |                      | 9          | 40         | 30         |
| 2019                                                                            | 52 600               |           |                | 72         | 68            | 4             | 730                      |                      | 9          | 40         | 30         |
| 2021                                                                            | 54 000               | ?         | ?              | 72         | 68            | 4             | 750                      |                      | 9          | 40         | 30         |
| 2023                                                                            | 55 200               |           |                | 72         | 68            | 4             | 766                      |                      | 9          | 40         | 30         |
| Fuente: Catholic-Hierarchy, que a su vez toma los datos del Anuario Pontificio. |                      |           |                |            |               |               |                          |                      |            |            |            |

## Episcopologio
- Joseph-Maxime Sedfaoui † (6 de marzo de 1896-27 de febrero de 1925 falleció)
- Francesco Basilio Bistauros † (10 de agosto de 1926-30 de noviembre de 1934 falleció)
  - Sede vacante (1934-1938)
- Giorgio Baraka † (8 de julio de 1938-9 de diciembre de 1946 falleció)
  - Sede vacante (1946-1950)
- Paul Nousseir † (21 de enero de 1950-24 de enero de 1967 falleció)
- Isaac Ghattas † (8 de mayo de 1967-8 de junio de 1977 falleció)
- Antonios Naguib (26 de julio de 1977-9 de septiembre de 2002 renunció)[nota 1])
- Ibrahim Isaac Sidrak (29 de septiembre de 2002-15 de enero de 2013 electo patriarca de Alejandría)
- Botros Fahim Awad Hanna (25 de marzo de 2013-7 de octubre de 2020 renunció)[nota 2]
- Basilios Fawzy Al-Dabe, desde el 3 de noviembre de 2020